# Rufino (cônsul)
Flávio Rufino (em latim: Flavius Rufinus; (Gália Aquitânia, 335 – Constantinopla, 27 de novembro de 395) foi um estadista gaulês do Império Bizantino que serviu como prefeito pretoriano do Oriente para o imperador Teodósio I (r. 378–395) e para seu filho Arcádio (r. 395–408), de quem era o verdadeiro poder por detrás do trono. Foi o tema do libelo In Rufinum do poeta da corte ocidental Claudiano.

## Vida
Sempre em movimento, ele é descrito como preciso, ambicioso, ganancioso e sem princípios, mas um cristão rigoroso. Sua dificuldade com a língua grega é registrada pelas fontes, bem como sua origem aquitânia.
Em 388 foi nomeado mestre dos ofícios. Em 392, serviu como cônsul e no mesmo ano, foi nomeado prefeito pretoriano do Oriente. O imperador Teodósio I confiou em Rufino e ele usou essa influência para lutar contra seus oponentes na corte. Entrou em conflito com Promoto e Timásio, respectivamente mestre da cavalaria e mestre da infantaria de Teodósio. Durante uma reunião do conselho, Rufino insultou Promoto, que retrucou; Rufino foi até Teodósio e relatou a afronta, e Teodósio, respondeu que se nada mudasse ele nomearia Rufino como co-imperador. Aproveitando o apoio imperial, Rufino sugeriu ao imperador que enviasse Promoto à Trácia, onde seria responsável pelo treinamento de tropas. Alguns bárbaros seguiram Promoto em sua viagem, mas, depois de um acordo com Rufino, eles de repente atacaram e mataram-o em setembro de 392.
Durante o período imediatamente à morte de Teodósio, em janeiro de 395, Rufino era virtualmente o soberano do Império Bizantino, uma vez que exerceu grande influência sobre o jovem imperador Arcádio. Tentou permanecer junto de Arcádio casando sua filha com o jovem imperador, no entanto, seu plano foi frustrado por outro ministro imperial, Eutrópio.
Rufino odiava o mestre dos soldados (magister militum) do Ocidente, Estilicão, e sua influência sobre Arcádio impediu Estilicão de esmagar Alarico (r. 395–410) quando o general romano tinha chance. Estilicão havia prendido Alarico e os visigodos na Grécia (395), mas suas tropas no oriente eram comandadas por Arcádio, que por sugestão de Rufino, retornaram, obrigando Estilicão a voltar suas forças para o oeste da fronteira. Contudo, os mesmo mercenários góticos, sob o comando de Gainas, parecem estar ligados com a morte de Rufino em 27 de novembro de 395.
Rufino tinha uma irmã, Silvia, que escreveu dois hinos e um diário curto de viagem descoberto em Arezzo em 1895.